# Пошта Алжиру
Poste Algérie (араб. بريد الجزائر) — національний оператор поштового зв'язку Алжиру зі штаб-квартирою в Алжирі. Є державною компанією та підпорядковується уряду Алжиру. Член Всесвітнього поштового союзу.